# Iskrînea, Litîn
Iskrînea (în ucraineană Іскриня) este un sat în comuna Dașkivți din raionul Litîn, regiunea Vinnița, Ucraina.

## Demografie
Componența lingvistică a localității Iskrînea
     Ucraineană (98,63%)
     Rusă (1,37%)
Conform recensământului din 2001, majoritatea populației localității Iskrînea era vorbitoare de ucraineană (98,63%), existând în minoritate și vorbitori de rusă (1,37%).